# Waisenbrücke
Die Waisenbrücke war eine mit rotem Sandstein verkleidete Steinbrücke im Bezirk Mitte von Berlin. Sie verband die nördlich der Spree gelegene Littenstraße, bis 1951 Neue Friedrichstraße mit dem südlich der Spree gelegenen Märkischen Platz, von dem Wallstraße und Am Köllnischen Park abführten. Nach der Sprengung 1945 vor dem Einmarsch der Roten Armee wurde die Brücke behelfsmäßig repariert. Das Bauwerk wurde 1960 abgebaut, als es weitere wieder funktionsfähige Spreequerungen in der Nähe gab. An den Bau erinnern noch beidseitig sichtbare steinerne Widerlager. Die Brücke lag östlich der Mühlendammschleuse.

## Geschichte

### Erste hölzerne Spreequerung an dieser Stelle

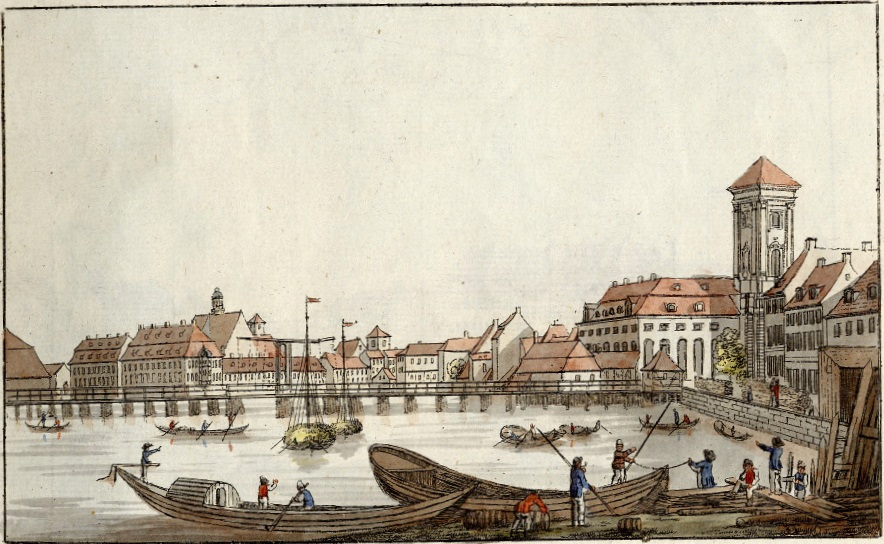
Die Waysenhausbrücke um 1782

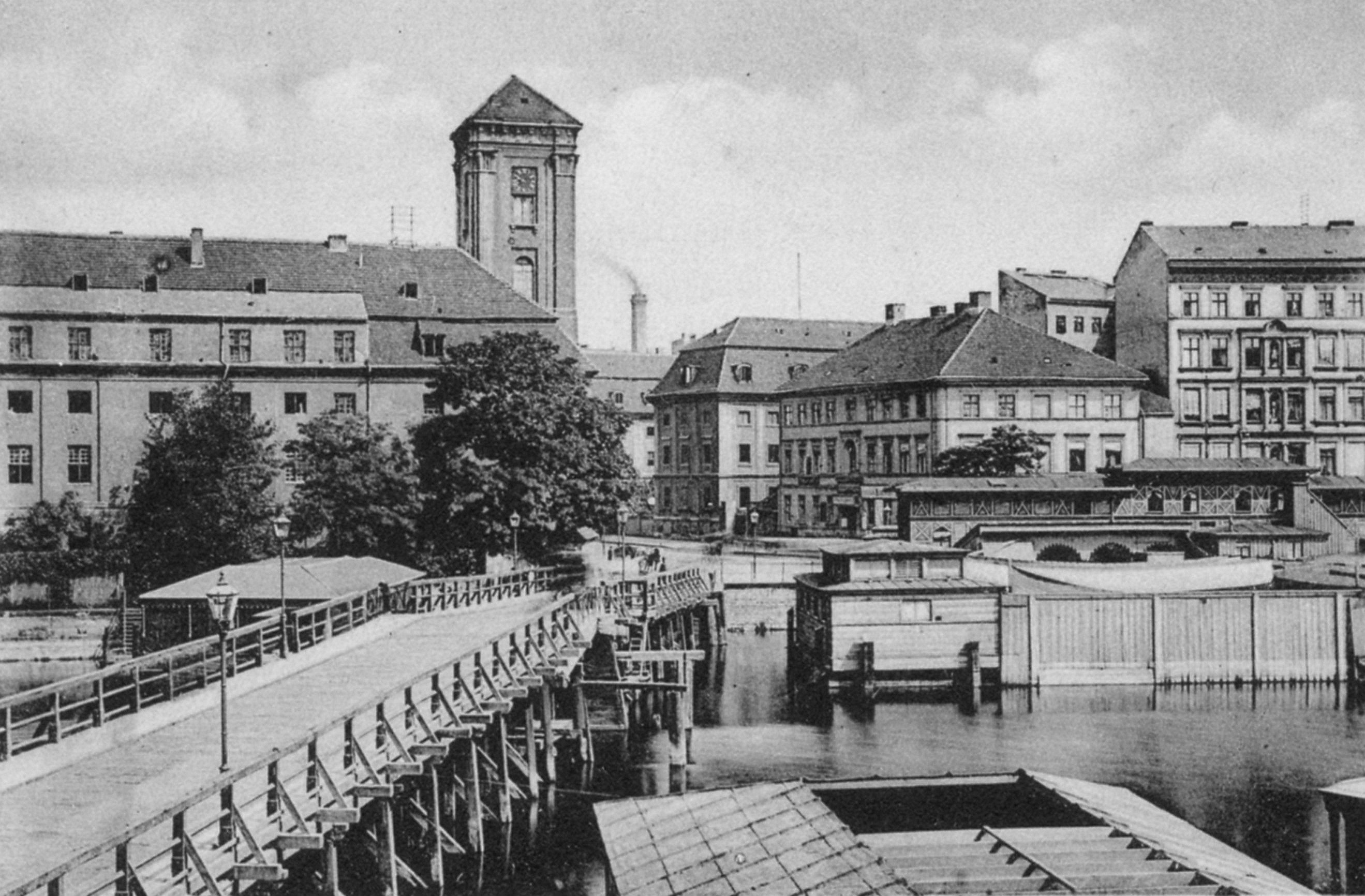
Waisenbrücke im Jahr 1888

Ursprünglich befand sich am Ort der Waisenbrücke der Oberbaum, mit dem nachts die Durchfahrt für Schiffe gesperrt wurde. Neben dem Oberbaum wurde 1703 eine hölzerne Jochbrücke mit fünf Klappenpaaren für die Schiffspassage errichtet. Anfangs wurde sie Brücke nach Neu Cölln, später Blocksbrücke genannt. Diese hatte im 18. Jahrhundert sehr große Bedeutung für die Stadt, was nicht zuletzt an den großzügigen Maßen von 83 Metern in der Länge und 6,90 Metern in der Breite lag. Die Brücke erhielt 1770 ihren Namen Waisenhausbrücke oder Waisenbrücke nach dem Ende des 17. Jahrhunderts in der Nähe erbauten „Großen Friedrich-Hospital“, das auch als Pflegeheim für Waisen diente und 1908 abgerissen wurde. Vergleiche dazu auch Waisenstraße, die parallel zur Littenstraße liegt. 1832 wurde die Brücke wieder als Holzbrücke erneuert.

### Ende des 19. Jahrhunderts entsteht eine steinerne Schmuckbrücke
Nach fast 200 Jahren Nutzungsdauer und dem inzwischen erfolgten Ausbau Berlins als königliche Residenzstadt ließ der Berliner Magistrat 1892–1894 vom Regierungsbaumeister Wilhelm Brancke eine Steinbrücke zum Ersatz an derselben Stelle errichten. Steinbrücken galten generell als stabiler und weniger reparaturanfällig, sie konnten auch ohne Klappen und mit größeren Spannweiten gebaut werden. Die neue Waisenbrücke wurde mit roten Sandsteinplatten aus dem Maingebiet verkleidet. Über den säulenähnlich verzierten beiden mittleren Pfeilerköpfen erhielt das Bauwerk Balkons. Die Sichtflächen wurden mit Reliefs und Wappendarstellungen geschmückt und das Geländer als Baluster gestaltet. Acht schmiedeeiserne mehrarmige Gaskandelaber spendeten den Brückenbenutzern nachts Licht. Die Brücke besaß eine Breite von 21,5 m mit einer Länge von 91 Metern.

### Nach Zerstörung im Krieg entsteht eine Notbrücke

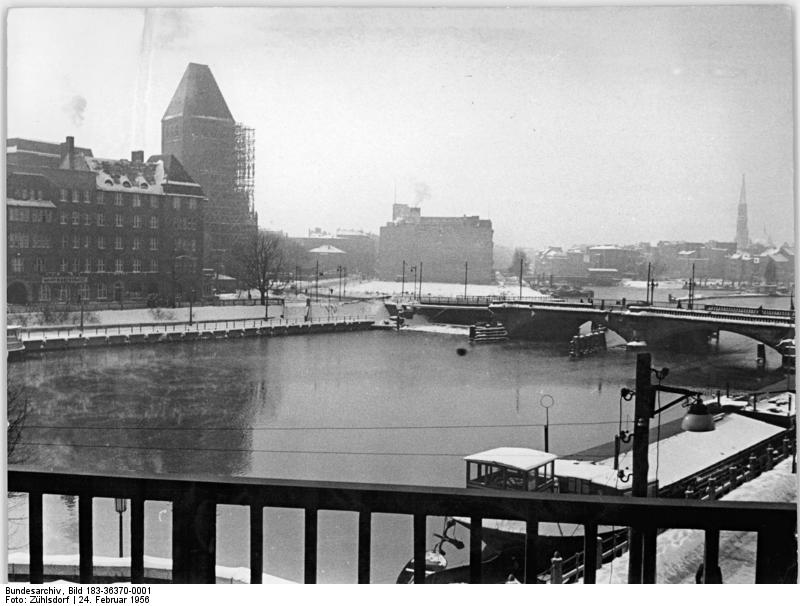
Die Waisenbrücke im Februar 1956: gut zu erkennen ist die über dem südlichen (linken) Brückenbogen errichtete Notkonstruktion. Im Hintergrund das Märkische Museum

Gegen Ende der Schlacht um Berlin im April 1945 wurde das südliche Gewölbe der Brücke von Truppen der Wehrmacht gesprengt. Eine bald darauf errichtete Notbrücke, eine provisorische Holzkonstruktion von nur 5,5 m Breite, führte den Verkehr über die Spree, weil ein Wiederaufbau der benachbarten Jannowitzbrücke und der Mühlendammbrücke nicht so schnell erfolgen konnte. Die für die Enttrümmerung des zerstörten Stadtzentrums eingesetzte Trümmerbahn wurde von 1949 bis 1954 über diese Behelfsbrücke geführt.

### Abriss
Mit der Fertigstellung der neuen Jannowitzbrücke, der Beendigung des Trümmertransports und in Übereinstimmung mit Forderungen der Schifffahrt ließ die Stadtverwaltung die Waisenbrücke 1960 abbrechen.

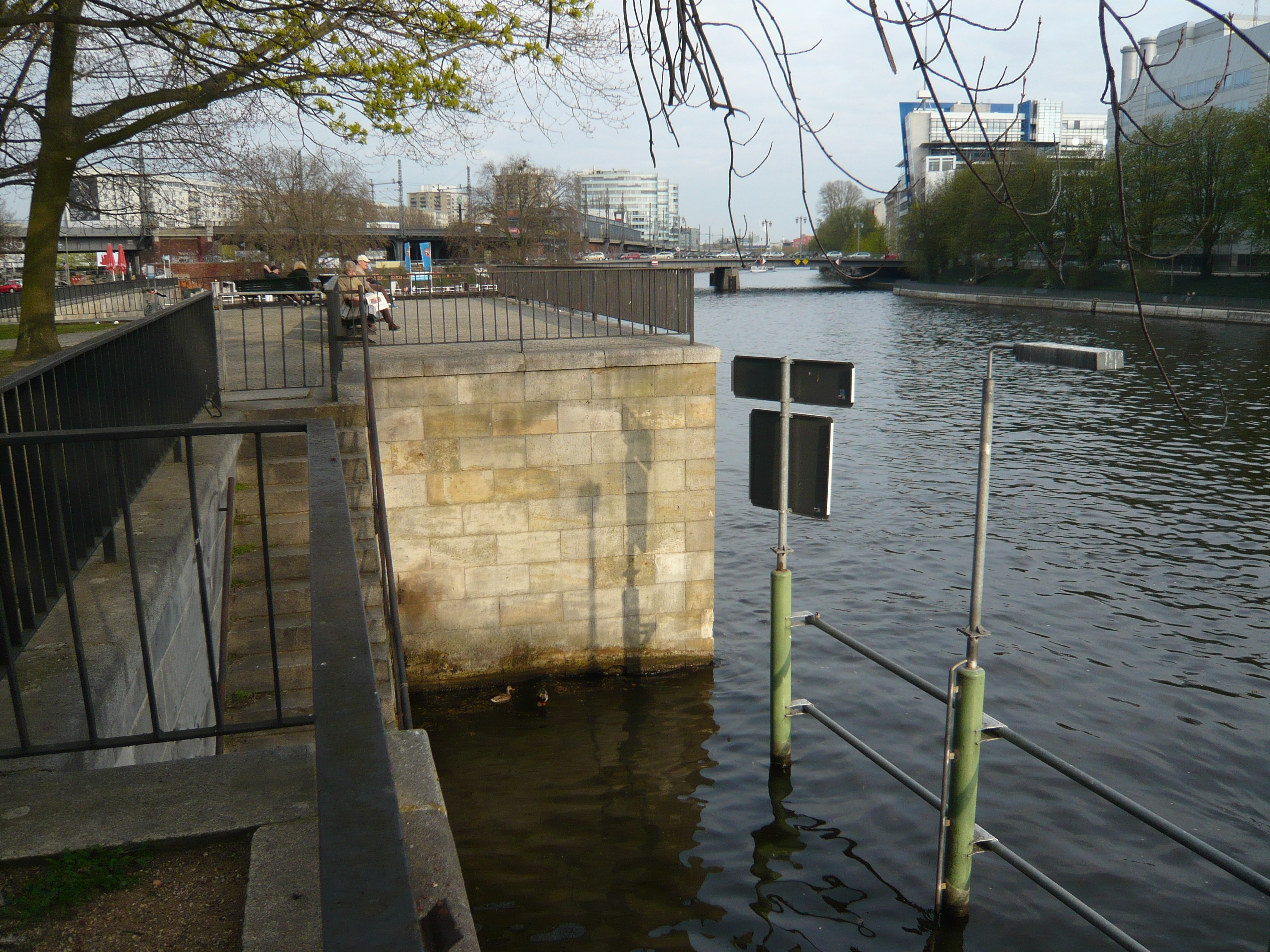
Erhaltener Brückenbeginn am Nordufer, im Hintergrund die Jannowitzbrücke

Die beiden landseitigen ehemaligen Anschlüsse für die Brücke sind erhalten geblieben, auf der Südseite dient der Rest als Schiffsanlegestelle, auf der Nordseite sind am Rolandufer in Fortsetzung einer kleinen Grünanlage Bänke für Spaziergänger aufgestellt.

### Möglicher Wiederaufbau
In der Zwölften Verordnung über die förmliche Festlegung von Sanierungsgebieten vom 15. März 2011 wurde die „fehlende Waisenbrücke“ als Schwäche für die nördliche Luisenstadt beschrieben und deren Wiederaufbau als Schlüsselprojekte mit nachrangiger Priorität festgelegt. Der langfristige Wiederaufbau als Fuß- und Radwegverbindung sollte rund 3 Mio. Euro kosten. Auch das Märkische Museum setzte sich für den Wiederaufbau der benachbarten Waisenbrücke ein und widmete 2016 mehrere Veranstaltungen diesem Thema.
Für den Berliner Senat hat ein Wiederaufbau nach Aussage im April 2017 „keinerlei Priorität und ist deshalb ohne benennbare Realisierungsperspektive.“ Im Oktober 2018 veröffentlichte die Senatsverwaltung für Stadtentwicklung und Wohnen einen Stufenplan Berliner Mitte 2018–2030, in dem der Bau der Brücke im Zeitfenster 2026–2030 berücksichtigt ist und eine langfristige Mittelbereitstellung erfolgt.
Als Antwort auf die wenig konkrete Behandlung gründete sich um das Jahr 2019 die Allianz Neue Waisenbrücke, der unter anderem die Stiftung Stadtmuseum, der Bürgerverein Luisenstadt, das Bündnis Changing Cities und Vertreter des BUNDes angehören. Sie will den beschlossenen Wiederaufbau durch medienwirksame Aktionen beschleunigen: Sie organisierte im Jahr 2021 eine aus historischen Booten am früheren Brückenstandort bestehende symbolische Brücke, um welche Bürgerinnen und Bürger einen „Spaziergang mit ausreichendem Abstand“ herum machen sollten. Im Jahr 2023 folgte das „Chorspektakel für eine Neue Wisenbrücke“ unter dem Motto »Über 7 Brücken musst Du geh’n« anlässlich der Fête de la Musique.

## Benachbarte Objekte
Im 19. Jahrhundert befanden sich an den Spreeufern neben der Waisenbrücke:
- die Zuckermanufaktur Splittgerber,
- das Waisenhaus mit der Waisenkirche,
- große Speicherhäuser,
- ein Schlachthof,[15]
- eine Flussbadeanstalt.[16]

Für die 2010er Jahre sind folgende Gebäude und Plätze erwähnenswert,
- auf der Nordseite:
  - das Schicklerhaus
  - die Alte Münze
- auf der Südseite:
  - das Marinehaus
  - der Köllnische Park
  - das Märkische Museum

## Waisenbrücke in der Kunst und in den Medien

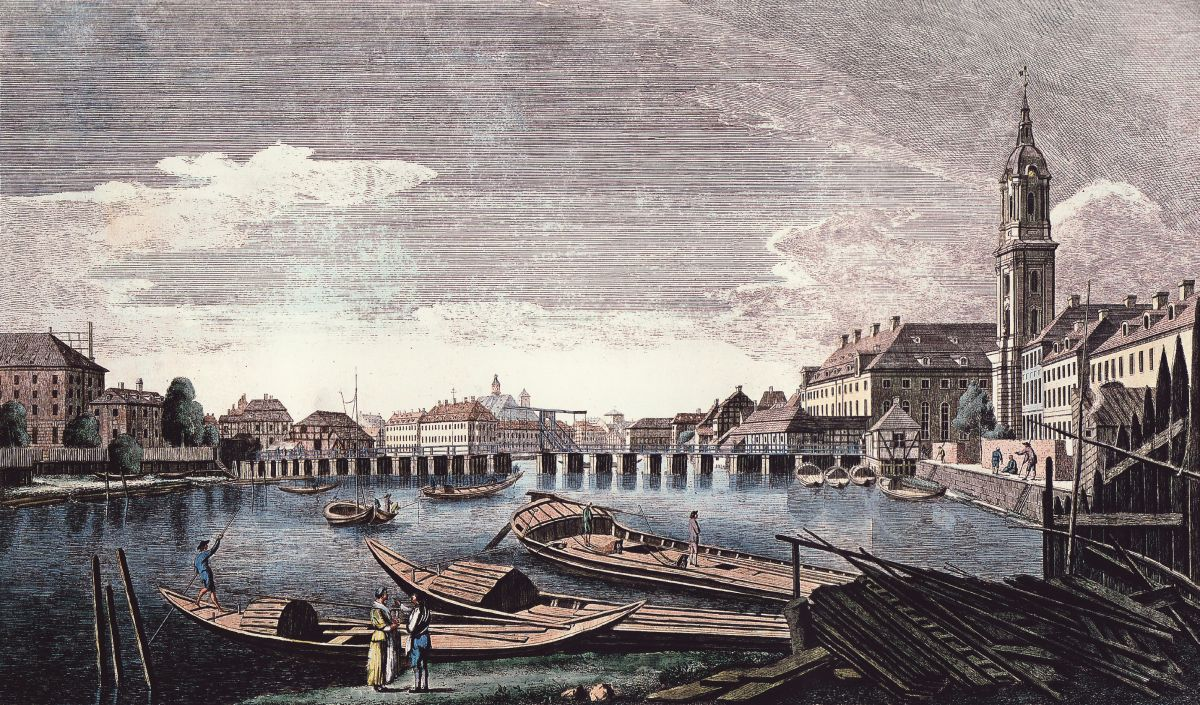
Die 26jochige Waisenbrücke um 1780 auf einem Kupferstich

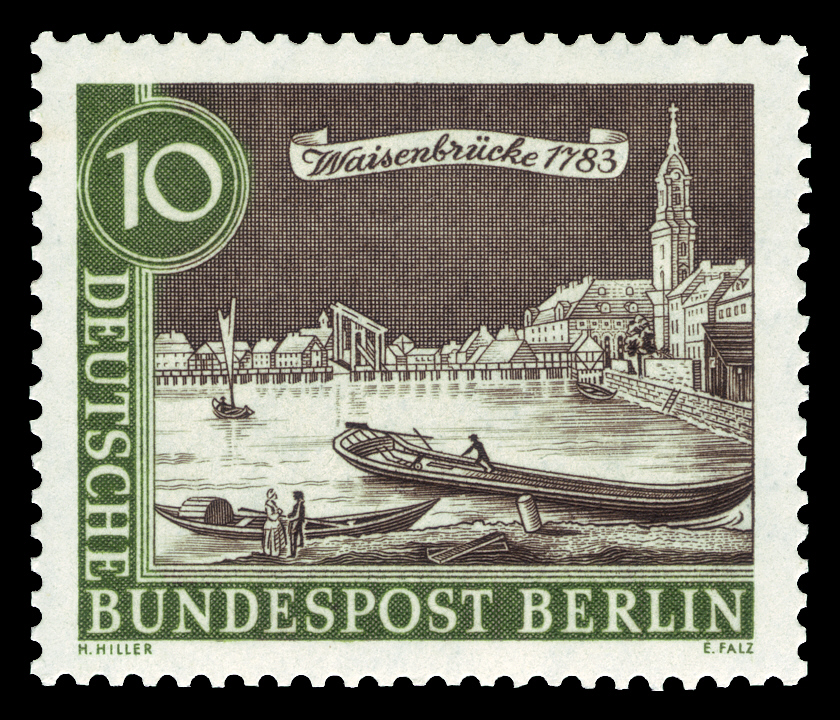
Die Waisenbrücke 1783 auf einer Briefmarke der Deutschen Bundespost Berlin von 1962

Der Künstler Johann Georg Rosenberg fertigte 1780 einen kolorierten Kupferstich der hölzernen Klappenbrücke an.
Die Deutsche Bundespost Berlin benutzte diesen alten Stich als Vorlage für eine 10-Pfennig-Marke im Rahmen einer Serie Stadtansichten von Berlin um 1780.
Die neue steinerne Bogenbrücke war Gegenstand einer Kaltnadel-Radierung von Ulrich Hübner (1872–1932), die in einem privaten Auktionshaus um 2006 verkauft worden war.
Die Novelle von Ulrich Becher Hochmusikalische alte Dame, im Oktober 1958 veröffentlicht in Die Zeit, benutzt ein Mietswohnhaus an der Waisenbrücke um 1907 als Hauptschauplatz.
In einem aufwändig gestalteten Album von Berlin, seinen westlichen Vororten und Potsdam. Drei große Panoramen und 129 Ansichten nach Momentaufnahmen in Photographiedruck gibt es laut Inhaltsverzeichnis auch Fotos der Waisenbrücke.
Ein im Berliner Volksmund kursierendes Gedicht nimmt die Verbrechen, die sich in der schlecht beleuchteten Stadt ereigneten, als Motiv für einen holprigen Reim im Zusammenhang mit dieser Brücke:
Einst gingen Herr Mücke und Frau Mücke über die Waisenbrücke.

Da stach eine Mücke Frau Mücke im Genicke.

Da nahm Herr Mücke seine Krücke und schlug der Mücke ins Genicke.

Das war der Mord auf der Waisenbrücke.